# 7 Prisonniers
Pour plus de détails, voir Fiche technique et Distribution.
7 Prisonniers (7 Prisioneiros) est un film brésilien réalisé par Alexandre Moratto, sorti en 2021.

## Synopsis
Mateus et plusieurs jeunes de la campagne partent à São Paulo pour travailler dans une casse. Sur place, leurs téléphones sont confisqués, leurs familles menacées et ils sont réduits en esclavage.

## Fiche technique
- Titre : 7 Prisonniers
- Titre original : 7 Prisioneiros
- Réalisation : Alexandre Moratto
- Scénario : Thayná Mantesso et Alexandre Moratto
- Photographie : João Gabriel de Queiroz
- Montage : Germano de Oliveira
- Production : Ramin Bahrani, Andrea Barata Ribeiro, Fernando Meirelles et Alexandre Moratto
- Société de production : Noruz Films et O2 Filmes
- Pays :  Brésil
- Genre : Drame
- Durée : 93 minutes
- Dates de sortie : 
  - Netflix : 11 novembre 2021

## Distribution
- Christian Malheiros (VF : Jim Redler) : Mateus
- Rodrigo Santoro (VF : Arnaud Arbessier) : Luca
- Josias Duarte : Rodiney
- Vitor Julian (VF : Arthur Raynal) : Ezequiel
- Clayton Mariano : Bianchi
- Lucas Oranmian (VF : Arnaud Laurent) : Isaque
- Cecília Homem de Mello
- Bruno Rocha
- Dirce Thomaz

- Version française
  - Studio de doublage : Lylo Media Group
  - Direction artistique : Isabelle Leprince
  - Adaptation : Sacha Montfort

## Distinctions

### Nominations
- Prix Platino 2022 :
  - meilleur acteur pour Rodrigo Santoro ;
  - meilleur acteur dans un second rôle pour Christian Malheiros ;
  - meilleur montage ;
  - meilleur son.

## Accueil
Le film a reçu un accueil favorable de la critique. Il obtient un score moyen de 80 % sur Metacritic.